# Kronika jednej nocy
Kronika jednej nocy (tyt. oryg. Kronikë e një nate vere) – albański film fabularny z roku 1990 w reżyserii Esata Ibro. Film oparty na prawdziwych wydarzeniach, które rozegrały się w Durrësie.

## Opis fabuły
Akcja filmu rozgrywa się w czasie II wojny światowej. W jednym z miast nadmorskich oddziały SS przeprowadzają pacyfikację. Ludność miasta zostaje zgromadzona w miejscowym amfiteatrze, wraz z kilkoma schwytanymi partyzantami. Wśród zebranych w amfiteatrze powstaje plan buntu przeciwko pilnującym ich strażnikom.
Film zrealizowano w Durrës.

## Obsada
- Artan Sejko jako niemiecki major
- Piro Qirjo jako major Maks
- Violeta Dede jako Francuzka
- Sotiraq Çili jako Nikollaj
- Sheri Mita jako Jozef
- Piro Kita jako Mario
- Xhelal Tafaj jako Kristaq Bushi
- Astrit Çerma jako Omer Vela
- Zhani Petro jako fotograf
- Ilir Sulejmani
- Petraq Xhillari